# Feistritz (Pitten)
Die Feistritz ist ein linker Nebenfluss der Pitten im österreichischen Bundesland Niederösterreich.

## Lage
Die Feistritz entspringt als Trattenbach unterhalb des Feistritzsattels und trägt auf einem weiteren Abschnitt die Bezeichnung Otterbach. Sie fließt durch Kirchberg am Wechsel und mündet nach rund 20 Kilometern unterhalb von Feistritz am Wechsel auf 437 Höhenmetern in die Pitten. Der Fluss hat ein Einzugsgebiet von 117,4 Quadratkilometern.
Südlich der Feistritz liegt der Wechsel, im Nordwesten das Semmeringgebiet und im Norden die Bucklige Welt.

## Zuflüsse
Die wichtigsten Zuflüsse der Feistritz sind:
- Molzbach links
- Trattenbach links
- Malbach rechts

## Wasserführung
An der Mess-Stelle Feistritz am Wechsel beträgt der mittlere Durchfluss MQ (1976–2011) 1,22 m³/s. Die gemessenen Extremwerte seit 1972 waren (NNQ) am 21. Mai 1995 mit 0,05 m³/s und (HHQ) am 12. Juli 1989 mit 79,3 m³/s.